# Joaquim Lira
Joaquim Elias Carneiro de Lira (Recife, 24 de fevereiro de 1984), é um advogado e político brasileiro. É deputado estadual de Pernambuco pelo PV.

## Biografia
É filho do ex-prefeito de Vitória de Santo Antão, Elias Lira. Em 2014 foi eleito para seu primeiro mandato de deputado estadual de Pernambuco com 67.584 votos, seguindo para a reeleição em 2018 com 56.336 e 2022 com 48.293 votos.